# Källs-Nöbbelövs församling
Källs-Nöbbelövs församling var en församling i Lunds stift och i Svalövs kommun. Församlingen uppgick 2006 i Teckomatorps församling.

## Administrativ historik
Församlingen har medeltida ursprung. 
Församlingen var till 1 maj 1927 moderförsamling i pastoratet Källs-Nöbbelöv och Felestad för att därefter till 1962 vara annexförsamling i pastoratet Svalöv, Källs-Nöbbelöv och Felestad. Från 1962 till 2002 var den annexförsamling i pastoratet Norra Skrävlinge, Norrvidinge och Källs-Nöbbelöv som till 1992 även omfattade Södervidinge församling. Församlingen uppgick 2006 i Teckomatorps församling.

## Kyrkor
- Källs-Nöbbelövs kyrka